# 趙鏜 (嘉靖進士)
趙鏜（1513年—1584年），字仲聲，號方泉，浙江衢州府江山縣人，民籍，明朝政治人物。

## 生平
浙江鄉試第六十三名舉人。嘉靖二十六年（1547年）中式丁未科會試第一百二十七名，登第三甲第一百五十三名進士。改庶吉士，二十八年十月选授河南道御史，督长芦鹾政。改应天巡按，三十一年三月提督南畿学政，号称得士。四十年五月擢顺天府丞，四十一年三月改大理寺右少卿，同年丁父忧归。四十五年二月起升为提督誊黄右通政，再擢都察院右佥都御史。穆宗改元，以考察自陈，以调用罢归。卒年七十二。

## 著作
《留斋漫稿》七卷、《衢州府志》、《赵氏家谱》六卷。

## 家族
曾祖趙允中；祖父趙夔，平海衛學訓導；父趙鳳山，號泉塘；母胡氏。具庆下。弟趙鑑、趙銓。